# آسیاب دومن
آسیاب آبی دومن مربوط به دوران صفویه-پهلوی است و در شمال شرق روستای فاریاب، بخش کوخردهرنگ، شهرستان بستک، استان هرمزگان واقع شده است. این اثر در تاریخ ۲۴ اسفند ۱۳۸۴ با شمارهٔ ثبت ۱۵۳۷۶ به‌عنوان یکی از آثار ملی ایران به ثبت رسیده است.
آسیاب یا آش (آس) همان‌طور که به گویش محلی آن را می‌نامند، ابتکاری جالب و بسیار شگفت انگیر از دوران پیشین در منطقه بستک هرمزگان رواج داشته بوده‌است. آسیاب دوسنگ گرد و مسطح روی هم نهاده و سنگ پائینی در میان میلی آهنین یا چوبین از سوراخ میان سنگ پائینی در گذشته و سنگ زبَرین به نیروی آب می‌چرخد و دانه‌ها را خرد می‌کند وآرد می‌سازد.
آسیاب‌ها در پائین پل بند جای دارند و چاه‌های مخزن انباشت انرژی آب و شبکه آبرسانی به آسیاب‌ها در دل صخره طبیعی یا جدول در دو سمت محور رودخانه کنده و جا سازی شده‌اند. جند آسیاب در منطقه من جمله آسیاب دومن، جو و گندم شهروندان بستکی و بخش‌های توابع و روستاهای دور و نزدیک پیرامون آن را با بهره‌گیری از انرژی آب، آرد می‌کرده‌اند.
از چندی پیش، با متروک شدن آسیاب‌های قدیمی، گردش آب در این مجموعه صنعتی از کنترل خارج شده و اینک در اغلب مجاری فرسوده این شبکه صنعت به هرز می‌رود. پس آب آسیاب‌ها از کار افتاده به صورت آبشارهای زیبائی از جای جای صخره بیرون می‌ریزد که جذابیت چشمگیری دارد، مانند آبشار آسیاب دومن که جذابیت خاصی دارد. این آسیاب هم اکنون جزو محدوده جغرافیایی روستای فاریاب است که در کیلومتر 3جاده فاریاب ازطریق یک جاده خاکی قابل دسترسی است.